# Michael Ruck (Chemiker)
Michael Ruck (* 23. November 1963 in Pforzheim) ist ein deutscher Chemiker.

## Lebenslauf und akademischer Werdegang
Michael Ruck nahm 1984 ein Studium der Chemie an der Universität Karlsruhe auf, welches er 1989 mit seiner Diplomarbeit am Institut für Anorganische Chemie unter Anleitung von Hartmut Bärnighausen zum Thema „Zur Polymorphie von In5Br7“ abschloss. Dabei wurde er mit einem Studienabschluss-Stipendium des Fonds der Chemischen Industrie unterstützt. Ab 1989 arbeitete er an seiner Doktorarbeit, wobei er durch das Kekulé-Stipendium (Promotionsstipendium) der Stiftung Volkswagenwerk unterstützt wurde. 
Im Jahr 1991 wurde er am Max-Planck-Institut für Festkörperforschung und der Universität Stuttgart unter Anleitung von Arndt Simon zum Thema „Metallreiche Lanthanoidhalogenidverbindungen mit schichtartigem Aufbau“ promoviert. Danach arbeitete er zuerst als wissenschaftlicher Angestellter und später als wissenschaftlicher Assistent am Institut für Anorganische Chemie der Universität Karlsruhe. Während dieser Zeit habilitierte er sich 1997 für das Fach Anorganische Chemie und wurde zum Privatdozenten ernannt. Das Thema seiner Habilitationsschrift war „Subhalogenide intermetallischer Phasen des Bismuts“. Im Jahr 2000 wurde er zum C4(W3)-Professor für Anorganische Chemie an der Technischen Universität Dresden ernannt. Danach lehnte er 2005 einen Ruf auf eine W3-Professur an die Universität Tübingen ab und wurde 2006 zum Dekan der Fakultät Mathematik und Naturwissenschaften der TU Dresden gewählt. Seit 2008 ist er gewähltes Mitglied im Fachkollegium Chemie der Deutschen Forschungsgemeinschaft. 2010 wurde er in den neugeschaffenen Hochschulrat der TU Dresden und zeitgleich zum Fellow der Max-Planck-Gesellschaft berufen.

## Ehrungen
2019 erhielt Michael Ruck die Will-Kleber-Gedenkmünze der Deutschen Gesellschaft für Kristallographie, 2023 den Wilhelm-Klemm-Preis der Gesellschaft Deutscher Chemiker.

## Mitgliedschaften
- Mitglied im Wissenschaftlichen Beirat der Zeitschrift für anorganische und allgemeine Chemie
- Mitglied in der Gesellschaft Deutscher Chemiker (GDCh)
- Mitglied in der Deutschen Gesellschaft für Kristallographie (DGK)
- Mitglied im Deutschen Hochschullehrerverband (DHV)
- Mitglied in der Arbeitsgemeinschaft Deutscher Universitätsprofessoren für Chemie (ADUC)

## Publikationen
- Ruck, Michael: Metallreiche Lanthanoidhalogenidverbindungen mit schichtartigem Aufbau. Stuttgart, Univ., Diss., 1991
- W. Harms, A. M. Mills, T. Söhnel, C. Laubschat, F. E. Wagner, C. Geibel, Z. Hossain, M. Ruck: The Nonstoichiometric Ternary Cerium Iron Sulfide Ce2Fe1.82S5. In: Solid State Sci. 2005, 7, 59–66.
- S. Hampel, P. Schmidt, M. Ruck: Synthese, thermochemische Eigenschaften und Kristallstruktur von Bi7Cl10. Z. Anorg. Allg. Chem. 2005, 631, 272–283.
- S. V. Savilov, A. N. Kusnetzov, B. A. Popovkin, V. N. Khrustalev, P. Simon, J. Getzschmann, Th. Doert, M. Ruck: Synthesis, Crystal Structure and Electronic Structure of Non-Stoichiometric Pd7 – δSnTe2. Z. Anorg. Allg. Chem. 2005, 631, 293–301.
- B. Wahl, Th. Doert, M. Ruck: Bi7-δNi2Br5 (δ ≈ 1/9): Ein quasi-eindimensionales Metall mit modulierter Kristallstruktur. Z. Anorg. Allg. Chem. 2005, 631, 457–467.
- A. Wosylus, U. Schwarz, M. Ruck: Bi25In9I36: Bi82+-Cluster in Bewegung. Z. Kristallogr. Suppl. 2005, 22, 79. (1. Preis Posterprämierung DGK-Jahrestagung in Köln)
- M. Ruck, D. Hoppe, P. Simon: Phosphorus-Rich Phosphorus Selenides PxSe (x = 15, 19). Z. Kristallogr. 2005, 220, 265–268.
- A. Wosylus, U. Schwarz, M. Ruck: Die Kristallstruktur von Tl3Bi2I9: Eine komplexe Ausdünnungs- und Verzerrungsvariante des Perowskit-Typs. Z. Anorg. Allg. Chem. 2005, 631, 1055–1059.
- P. F. P. Poudeu, M. Ruck: Ag3.5Bi7.5S13, a new member (N = 8) of the homologous series [Bi2S3]2·[AgBiS2](N–1)/2. Acta Crystallogr. 2005, C61, i41–i43.
- M. Ruck, D. Hoppe, B. Wahl, P. Simon, Y. Wang, G. Seifert: Fibrous Red Phosphorus. Angew. Chem. 2005, 117, 7788–7792; Angew. Chem. Int. Ed. 2005, 44, 7616–7619.
- S. Hampel, M. Ruck: Synthesen, Eigenschaften und Kristallstrukturen der Cluster-Salze Bi6[PtBi6Cl12] und Bi2/3[PtBi6Cl12]. Z. Anorg. Allg. Chem. 2006, 632, im Druck.
- A. M. Mills, D. Bräunling, M. Ruck: Redetermination of the lanthanum iron sulfide La52Fe12S90. Acta Crystallogr. C, eingereicht.
- M. Mills, M. Ruck: Ce53Fe12S90X3 (X = Cl, Br, I): The First Rare-Earth Transition Metal Sulfide Halides. Inorg. Chem., eingereicht.
- M. Ruck, T. Söhnel: Transmissionsoptimierte Einkristallstrukturbestimmung und elektronische Struktur von Bi3Ni. In: Zeitschrift für Naturforschung B. 61, 2006, S. 785–791 (PDF, freier Volltext).